# William H. Wells
William Hill Wells, född 7 januari 1769 i Burlington, New Jersey, död 11 mars 1829 nära Dagsboro, Delaware, var en amerikansk politiker (federalist). Han representerade delstaten Delaware i USA:s senat 1799-1804 och 1813-1817.
Wells studerade juridik och inledde sin karriär som advokat i Delaware. Senator Joshua Clayton avled 1798 i ämbetet. Wells tillträdde den 17 januari 1799 som senator för Delaware. Han var motståndare till Louisianaköpet. Han avgick 1804 och efterträddes av James A. Bayard. Wells var sedan verksam inom oljebranschen.
Senator Bayard avgick 1813 och efterträddes av Wells. Han satt kvar i senaten fram till slutet av Bayards mandatperiod men ställde inte längre upp för omval. Han efterträddes 1817 som senator av Nicholas Van Dyke.